# غاري مانويل
غاري مانويل (بالإنجليزية: Garry Manuel)‏ (20 فبراير 1950 - ) هو لاعب كرة قدم أسترالي في مركز الهجوم، شارك في كأس العالم 1974. وشارك مع منتخب أستراليا الوطني لكرة القدم تحت 23 سنة ومنتخب أستراليا لكرة القدم. أما مع النوادي، فقد لعب مع نادي سيدني أوليمبيك وسيدني براغ ‏.

## وصلات خارجية
- غاري مانويل على موقع قاعدة بيانات كرة القدم.إي يو (الإنجليزية)
- غاري مانويل على موقع ناشيونال فوتبول تيمز (الإنجليزية)
- غاري مانويل على موقع عالم كرة القدم.نت (الإنجليزية)